# Singapore National Basketball League
La Singapore National Basketball League, è la massima divisione professionistica di pallacanestro di Singapore. Il torneo, organizzato dalla Federazione cestistica di Singapore, è posto sotto l'egida della FIBA Asia. La competizione si tiene con cadenza annuale, da ottobre a novembre, e vede la partecipazione di 12 squadre.
La competizione è stata creata nel 2011.

## Squadre partecipanti
Un totale di dodici squadre prendono parte alla competizione per l'edizione 2023-2024.
| Adroit         | Singapore |
| Chong Ghee     | Singapore |
| Engtat Hornets | Singapore |
| Nanyang CSC    | Singapore |
| SAFSA Skyblade | Singapore |
| SBA Basket     | Singapore |
| SG Basketball  | Singapore |
| Siglap         | Singapore |
| Tagawa         | Singapore |
| Tong Whye      | Singapore |
| Xin Hua Basket | Singapore |
| Zebras Basket  | Singapore |

## Albo d'Oro
| Anno | NBL Division I                                | NBL Division I                                | NBL Division I                                |
| Anno | Campione                                      | Secondo Posto                                 | Terzo Posto                                   |
| ---- | --------------------------------------------- | --------------------------------------------- | --------------------------------------------- |
| 2011 | Siglap (1)                                    | SAFSA Skyblade                                | Engtat Hornets                                |
| 2012 | Min Yi Basket (1)                             | SAFSA Skyblade                                | Siglap                                        |
| 2013 | Siglap (2)                                    | Adroit                                        | SAFSA Skyblade                                |
| 2014 | Adroit (1)                                    | Engtat Hornets                                | Home United                                   |
| 2015 | Engtat Hornets (1)                            | Adroit                                        | Home United                                   |
| 2016 | Engtat Hornets (2)                            | Adroit                                        | Siglap                                        |
| 2017 | Xin Hua Basket (1)                            | SAFSA Skyblade                                | Engtat Hornets                                |
| 2018 | SAFSA Skyblade (1)                            | Adroit                                        | Engtat Hornets                                |
| 2019 | Siglap (3)                                    | Xin Hua Basket                                | Adroit                                        |
| 2020 | Cancellata a causa della Pandemia di COVID-19 | Cancellata a causa della Pandemia di COVID-19 | Cancellata a causa della Pandemia di COVID-19 |
| 2021 | Cancellata a causa della Pandemia di COVID-19 | Cancellata a causa della Pandemia di COVID-19 | Cancellata a causa della Pandemia di COVID-19 |
| 2022 | Engtat Hornets (3)                            | Adroit                                        | Siglap                                        |
| 2023 | Adroit (2)                                    | Engtat Hornets                                | Tong Whye                                     |
| 2024 | Adroit (3)                                    | Engtat Hornets                                | Tagawa                                        |

## Titoli per squadra
| Club           | Vittorie | Anni vittorie    |
| -------------- | -------- | ---------------- |
| Engtat Hornets | 3        | 2015, 2016, 2022 |
| Siglap         | 3        | 2011, 2013, 2019 |
| Adroit         | 3        | 2014, 2023, 2024 |
| SAFSA Skyblade | 1        | 2018             |
| Xin Hua Basket | 1        | 2017             |
| Min Yi Basket  | 1        | 2012             |